# Departamento La Poma
Das Departamento La Poma liegt im Nordosten der Provinz Salta im Nordwesten Argentiniens und ist eine von 23 Verwaltungseinheiten der Provinz.
Es grenzt im Norden an die Provinz Jujuy, im Osten an das Departamento Rosario de Lerma, im Süden an das Departamento Cachi und im Westen an das Departamento Los Andes.
Die Hauptstadt des Departamento ist das gleichnamige La Poma.
In diesem Departamento befindet sich an der Ruta Nacional 40 mit dem Abra del Acay eine der höchsten Passstraßen der Welt.

## Städte und Gemeinden
Das Departamento La Poma ist in folgende Gemeinden (Municipios) aufgeteilt:
- La Poma
- Cobres
- El Saladillo
- Muñano
- Potrerillos
- Tipán